# تسكينت (مرآيت تميغاط)
تسكينت هو دُوَّار يقع بجماعة تيندين، إقليم تارودانت، جهة سوس ماسة في المملكة المغربية. ينتمي الدوّار لمشيخة مرآيت تميغاط التي تضم 46 دوار. يقدر عدد سكانه بـ 138 نسمة حسب الإحصاء الرسمي للسكان والسكنى لسنة 2004.

## معالم
يوجد في المنطقة بنايات أكادير أبرزهت المعلمة التي تسمى محليا ب «أكادير ن تسكينت» أو حصن تسكينت.

## روابط خارجية
- البوابة الوطنية للجماعات الترابية نسخة محفوظة 12 مارس 2018 على موقع واي باك مشين.
- المندوبية السامية للتخطيط